# Груичич, Стоян
Стоян «Яруга» Груичич (серб. Стојан Грујичић; 19 декабря 1919, Меджуводже — 7 февраля 1999, Белград) — югославский партизан времён Народно-освободительной войны Югославии, Народный герой Югославии.

## Биография
Родился 19 декабря 1919 года в селе Меджуводже у Босанской-Дубицы. Окончил начальную школу в родной деревне у учителя Милоша Шилеговича, будущего партизанского командира Народно-освободительной войны. Стоян был известен своими хулиганскими выходками. Его родители были бедны, поэтому Стоян после школы занялся земледелием. Вскоре он уехал с Козары и отправился работать строителем в Белграде, а потом в Новом-Саде. Воинскую службу в Югославской королевской армии проходил в подразделении противотанковой артиллерии.
В августе 1941 года после образования партизанской роты на Козаре Стоян отправился на Витловскую-Косу и принёс партизанскую присягу как боец 2-й роты Козарского партизанского отряда, став известным под именем «Яруга». В боях против немцев в ноябре—декабре 1941 года Яруга проявил выдающуюся храбрость, как и в январе—феврале 1942 года. Некоторое время он был курьером 1-й партизанской военно-воздушной базы, которая была образована в мае 1942 года после захвата самолётов партизанами Франьо Клузом и Руди Чаявцом.
В июле 1942 года во время прорыва окружения на Козаре в тяжёлой ситуации Яруга сумел прорвать вражеские ряды окружения и спасти расчёт 45-мм артиллерийского орудия. Незадолго до начала основных боёв в тот же день пушка была захвачена у Патрии и использована в бою против немцев: из неё были подбиты два немецких танка. Яруга сумел вывести орудие из окружения и плотным огнём из него поверг немцев в замешательство, позволив эвакуироваться части партизан. В те дни Груичич был принят в ряды Коммунистической партии Югославии. Груичич служил в 5-й краинской козарской ударной бригаде, которая сражалась в сентябре 1942 года у Подгормеча и Бихача, штурмовала укрепления между Босански-Нови и Любией, участвовала в переходе на Козару и столкновениях у Клашнице, форсировала Сану и Неретву.
Яруга был одним из лучших артиллеристов всего партизанского движения. В январе 1943 года недалеко у Бенковаца Груичич уничтожил несколько немцев из стрелкового оружия, а позже у Лушки-Паланки подорвал два немецких танка, бросив три гранаты. Частично он покидал позицию своей батареи и при помощи гранат уничтожал вражеские укрепления. Умело обращался с пулемётом и винтовкой, также дрался врукопашную (ряд немецких солдат были убиты им после удара прикладом винтовки).
Позднее Груичич сражался в составе 11-й краинской бригады в окрестностях Козары и Подгрмеча. Как командир разведывательной роты, он совершал диверсии в тылу врагах. У Хамбарин он проник в тыл противника и из засады уничтожил пять грузовиков с усташскими солдатами и множеством припасов для военных. На дороге Драготиня—Брезичани в августе 1943 года засада Груичича уничтожила целый моторизованный батальон немецкой «Тигровой» дивизии, убив 143 солдата и захватив в плен 42. 9 июля 1944 года Яруга после освобождения Козараца получил благодарность от Штаба бригады. 18 октября 1944 года командир 4-й краинской ударной дивизии Петар Воинович зачитал приказ Президиума Антифашистского вече народного освобождения Югославии о присвоении звания Народного героя Югославии Стояну «Яруге» Груичичу. Груичич пообещал, что оправдает доверие командования.
В апреле 1945 года, во время освобождения Бусовачи, Груичич был заместителем командира 4-го батальона 11-й краинской ударной бригады. Тогда он совершил свой последний за войну подвиг: с группой бойцов он занялся расчисткой заминированного поля. Одна из мин сработала: он приказал солдатам лечь, а сам попытался обезвредить мину, но она всё же сработала. В результате взрыва Яруга потерял обе руки ниже локтей и один глаз. Это было шестое его ранение. После войны он вышел на пенсию как инвалид боевых действий, неоднократно участвовал во встречах ветеранов Народно-освободительной войны (в том числе и инвалидов).
Умер 7 февраля 1999 года, похоронен на Аллее почётных граждан Нового кладбища Белграда.